# Rosa Baker-Miller
Il rosa Baker-Miller, noto anche come P-618, rosa Schauss o rosa drunk tank, è un tono di rosa che è stato osservato ridurre temporaneamente comportamenti ostili, violenti o aggressivi.
È stato originariamente creato mescolando vernice al lattice per interni bianca con vernice per esterni semilucida rossa in un rapporto in volume 1:8.
Alexander Schauss ha condotto ricerche approfondite sugli effetti del colore sulle emozioni presso il Naval Correctional Facility di Seattle e gli ha dato il nome in onore dei direttori dell'istituto, Baker e Miller.